# Parkroyal en Singapur
El  Parkroyal en Singapur es un hotel de lujo cinco estrellas, localizado en 7500 Beach Road en Singapur. 

## Historia
Ubicado en el distrito financiero central, frente al barrio musulmán con la Mezquita del Sultán cerca, el Centro del Patrimonio Malayo, tiendas y cafés; a dos kilómetros de la noria Singapur Flyer. Tiene una figura cóncava. El resultado es un trabajo del estudio RDC Architects Pte Ltd. Tiene un total de 641 estacionamientos para vehículos. El hotel a obtenido el Premios Nacionales SBR 2023 categoría hospitalidad y ocio. Cuenta con internet través de acceso a banda ancha de alta velocidad. Cuenta con piscina exterior, spa y gimnasio. Cuenta con el restaurante: Ginger, el Si Chuan Dou Hua y el Club 5.
Ginger en Parkroyal en Beach Road se enorgullece de ser un establecimiento certificado por SG Clean; esto significa que las medidas de higiene han sido inspeccionadas. 
El chef ejecutivo fue Vicente Aw, supervisa el equipo de cocina alimentos y bebidas de Parkroyal en Beach Road.

## Galería
|            |
| Beach Road |

|  |
|  |